# Minoru Yoshida
Minoru Yoshida (japanisch シダ ミノル, 吉田 稔, Minoru Yoshida; * 1935 in Osaka; † 2010) war ein japanischer Avantgarde-Künstler und Performer, der vor allem durch seine Arbeiten innerhalb der Gutai Art Association und seine späteren Performances in den USA bekannt wurde. Geboren 1935 in Osaka, studierte er Malerei an der Kyoto City University of Fine Arts. Er trat 1965 der Gutai-Gruppe bei, einer einflussreichen postmodernen Künstlervereinigung, die für ihre experimentellen und interdisziplinären Ansätze bekannt war. Yoshida war maßgeblich daran beteiligt, abstrakte Formen mit skulpturalen und technologischen Elementen zu verbinden, und entwickelte eine Vielzahl innovativer Arbeiten, die oft Bewegung, Licht und Klang integrierten.

## Werk

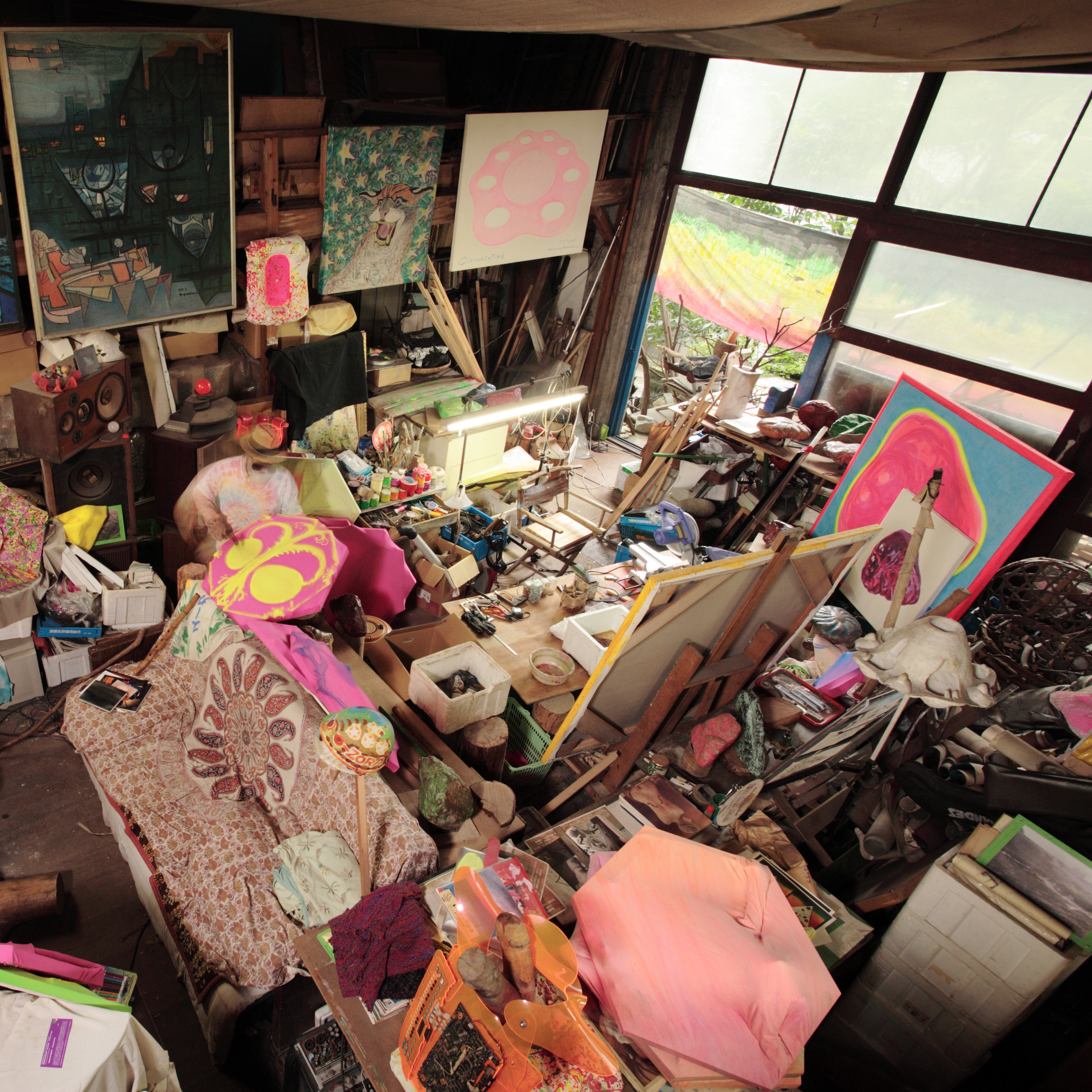
Minoru Yoshidas Atelier

Minoru Yoshida begann seine Karriere mit abstrakten Gemälden im Stil von Art Informel, wechselte jedoch ab Mitte der 1960er-Jahre zu kinetischen Skulpturen und Installationen. Werke wie Bisexual Flower (1969), eine drehende Plastik aus fluoreszierendem Plexiglas, zeugen von seiner Faszination für Technik und psychedelische Ästhetik. Sein Ansatz wird häufig als Vorläufer von Environmental Art betrachtet, da er Licht und Klang nutzte, um immersive Räume zu schaffen.

## Performance
1970 zog Minoru Yoshida in die USA und ließ sich später in New York nieder (bis 1978). Dort experimentierte er mit Performancekunst, die Klang, Technologie und Körperkunst verband. In seinen Performances wie der Serie Epicurism of Space Universe schuf er futuristische Szenarien, bei denen er sich etwa als Außerirdischer inszenierte, ausgestattet mit einem Synthesizer Jacket, das elektronische Klänge erzeugte. Diese Performances wurden bei avantgardistischen Events wie dem Avant Garde Festival of New York präsentiert und waren von der Fluxus-Bewegung sowie Künstlern wie Nam June Paik beeinflusst. Im Atelier des verstorbenen Künstlers wurde von der Familie Yoshida eine große Anzahl von Videos entdeckt. Bei einem Video-Screening 2017 in der Ulterior Gallery in New York wurden sie erstmals öffentlich gezeigt. Die Videos dokumentieren den Prozess, in dem Yoshida seine Praxis unter dem Einfluss der sich wandelnden New Yorker Kunstszene radikal veränderte und weiterentwickelte.

## Rückkehr nach Japan
Nach seiner Rückkehr nach Japan 1978 setzte Yoshida seine Arbeit als Performancekünstler fort und gründete mit seiner Familie die Gruppe Gendai Kazoku (Contemporary Family), mit der er nationale Auftritte absolvierte. Seine interdisziplinäre Herangehensweise, die Musik, Poesie und Tanz (Butoh) integrierte, blieb charakteristisch für sein späteres Schaffen. Yoshida starb 2010 im Alter von 75 Jahren.

## Vermächtnis
Yoshida wird als zentrale Figur der japanischen Nachkriegs-Avantgarde betrachtet. Seine Werke wurden 2013 im Guggenheim Museum in New York im Rahmen der Ausstellung Gutai: Splendid Playground gezeigt. Darüber hinaus haben Retrospektiven und Forschungsprojekte sein Schaffen weiter ins öffentliche Bewusstsein gerückt, insbesondere seine weniger bekannten abstrakten Arbeiten der 1960er-Jahre.